# Maria Flachsbarth

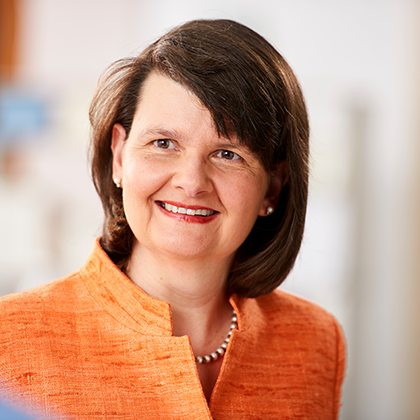
Maria Flachsbarth (2016)

Maria Franziska Flachsbarth (* 2. Juni 1963 als Maria Franziska Füßmann in Lünen) ist eine deutsche Politikerin (CDU) und Tierärztin. Sie war von 2002 bis 2021 Mitglied des Deutschen Bundestages und von 2018 bis 2021 Parlamentarische Staatssekretärin beim Bundesminister für wirtschaftliche Zusammenarbeit und Entwicklung und zuvor von 2013 bis 2018 Parlamentarische Staatssekretärin beim Bundesminister für Ernährung und Landwirtschaft.

## Leben und Beruf
Nach dem Abitur 1982 am Gymnasium Nepomucenum in Rietberg absolvierte Flachsbarth ein Studium der Veterinärmedizin an der Tierärztlichen Hochschule Hannover und nach dessen Abschluss von 1987 bis 1989 ein kombiniertes Aufbau- und Promotionsstudium. 1990 erfolgte hier auch ihre Promotion zur Dr. med. vet. mit der Arbeit „Untersuchungen zur funktionellen Morphologie des Analbeutels und seiner Drüsen bei der Hauskatze Felis silvestris f. catus“. Anschließend war sie bis 1993 als wissenschaftliche Mitarbeiterin am Anatomischen Institut der Tierärztlichen Hochschule (TiHo) Hannover tätig. Nach dem Erziehungsurlaub kehrte sie 1997 als Assistentin des Rektors an die TiHo Hannover zurück. Im April 2002 übernahm sie hier die Leitung der Pressestelle.
Flachsbarth ist verheiratet und Mutter von zwei Söhnen. Sie ist römisch-katholischer Konfession.

## Partei

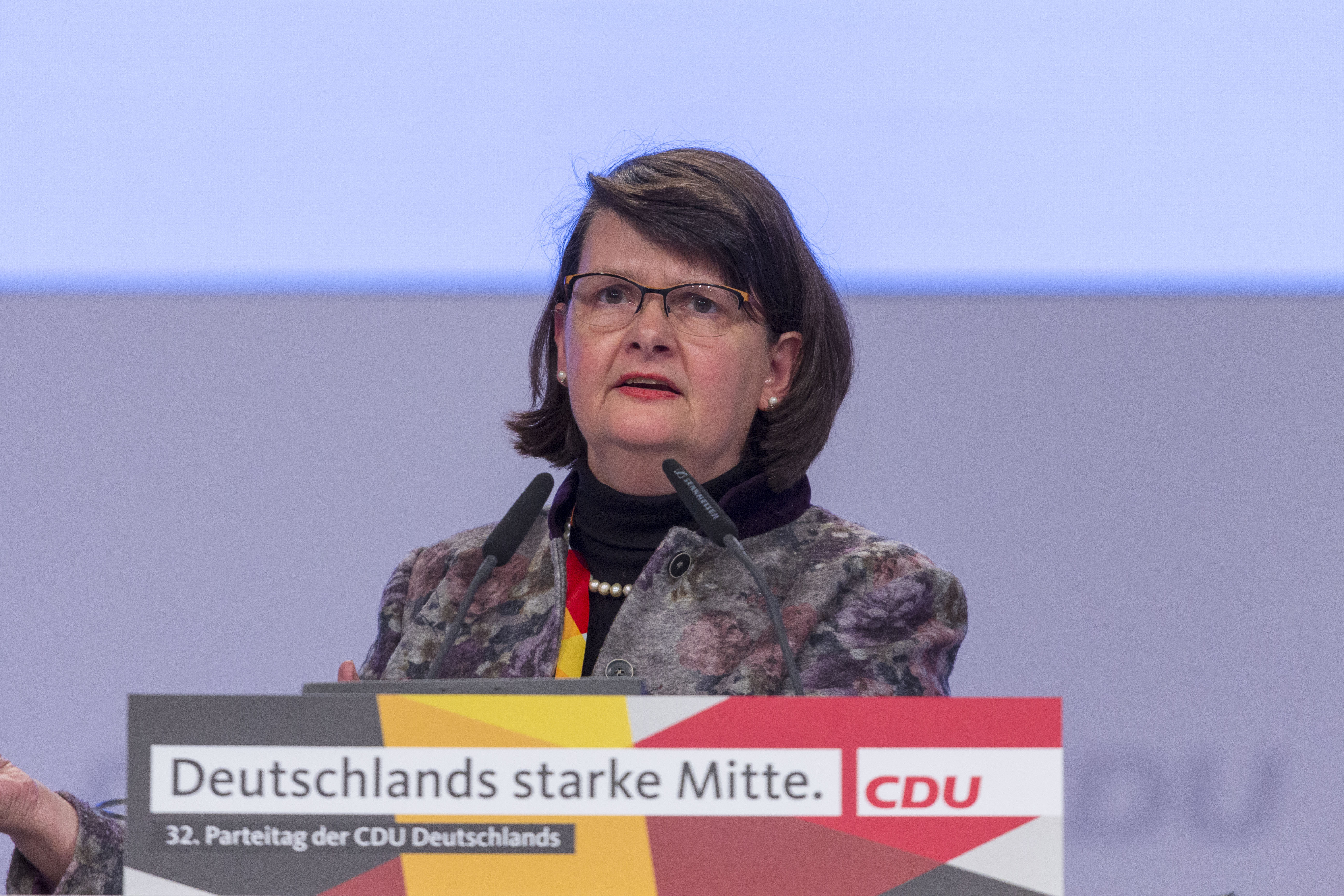
Maria Flachsbarth (2019)

Flachsbarth trat 1980 in die Junge Union ein und wurde erst elf Jahre später, 1991, auch Mitglied der CDU. Nachdem sie schon von 1996 bis 2000 als stellvertretende Vorsitzende dem Vorstand des CDU-Kreisverbandes Hannover-Land angehörte, war sie von Oktober 2002 bis November 2008 Vorsitzende des Kreisverbandes. Sie gehörte von 2004 bis 2021 auch dem Landesvorstand der CDU in Niedersachsen an und war von 2006 bis 2021 stellvertretende CDU-Landesvorsitzende. Seit 2007 ist sie Vorsitzende des CDU-Bezirksverbandes Hannover. Bei der Landtagswahl in Schleswig-Holstein 2005 war sie im Schattenkabinett der CDU als Ministerin vorgesehen.

## Abgeordnete
Von 2002 bis 2021 war sie Mitglied des Deutschen Bundestages. Von 2009 bis 2021 war sie Beisitzerin im Vorstand der CDU/CSU-Bundestagsfraktion. Zwischen 2009 und 2013 war sie Beauftragte für Kirchen und Religionsgemeinschaften der CDU/CSU-Bundestagsfraktion. Zwischen 2002 und 2013 war sie ordentliches Mitglied im Ausschuss für Umwelt, Naturschutz und Reaktorsicherheit und zusätzlich im 17. Deutscher Bundestag Vorsitzende des Parlamentarischen Untersuchungsausschusses zum Atommülllager Gorleben. Vom 17. Dezember 2013 bis März 2018 war sie Parlamentarische Staatssekretärin beim Bundesminister für Ernährung und Landwirtschaft. Anschließend war Flachsbarth von März 2018 bis Dezember 2021 Parlamentarische Staatssekretärin beim Bundesminister für wirtschaftliche Zusammenarbeit und Entwicklung und zudem Beauftragte für globale Gesundheit und One Health.
Maria Flachsbarth zog stets über die Landesliste Niedersachsen in den Bundestag. Sie verlor 2005, 2009, 2013 und 2017 (vgl. Bundestagswahlkreis Hannover-Land II) gegen Matthias Miersch (SPD) den Wahlkreis Hannover Land II.
Bei der Bundestagswahl 2021 trat Flachsbarth nicht erneut an. Als Nachfolgerin für ihren Wahlkreis wünschte sich Flachsbarth eine Frau. Allerdings konnte sie sich nicht durchsetzen, denn ihre Nachfolge trat der damalige Bundesvorsitzende der Jungen Union, Tilman Kuban, an.

## Sonstiges Engagement
Flachsbarth war bis Juli 2018 Mitglied im Landesrundfunkrat und im Rundfunkrat des Norddeutschen Rundfunkes (NDR). Bis Ende August 2018 war sie Mitglied des Aufsichtsrates der Deutschen Energie-Agentur (dena). Weiterhin ist sie Stiftungsratsmitglied bei der Stiftung Entwicklung und Frieden (sef) und bei der Deutschen Stiftung Friedensforschung (DSF). Sie ist Mitglied im Kuratorium der Aid by Trade Foundation Cotton made in Africa, sowie der CaritasStiftung. Des Weiteren sitzt sie beim Zentrum für Entwicklungsforschung (ZEF) im Global Advisory Board. Zudem ist sie Deutsche Gouverneurin bei der Afrikanischen Entwicklungsbank(AfEB). Von 2011 bis 2023 war sie Präsidentin des Katholischen Deutschen Frauenbundes; nach ihrer dritten vierjährigen Amtsperiode konnte sie laut Satzung nicht noch einmal kandidieren. Seit 2011 ist sie Mitglied im Zentralkomitee der deutschen Katholiken (ZdK), wo sie am 25. November 2017 als ZdK-Vertreterin in die „Gemeinsame Konferenz“ von Deutscher Bischofskonferenz und ZdK gewählt wurde.

## Auszeichnungen
2024 wurde Flachsbarth mit dem Bundesverdienstkreuz am Bande ausgezeichnet.